# Helgeandsholmen

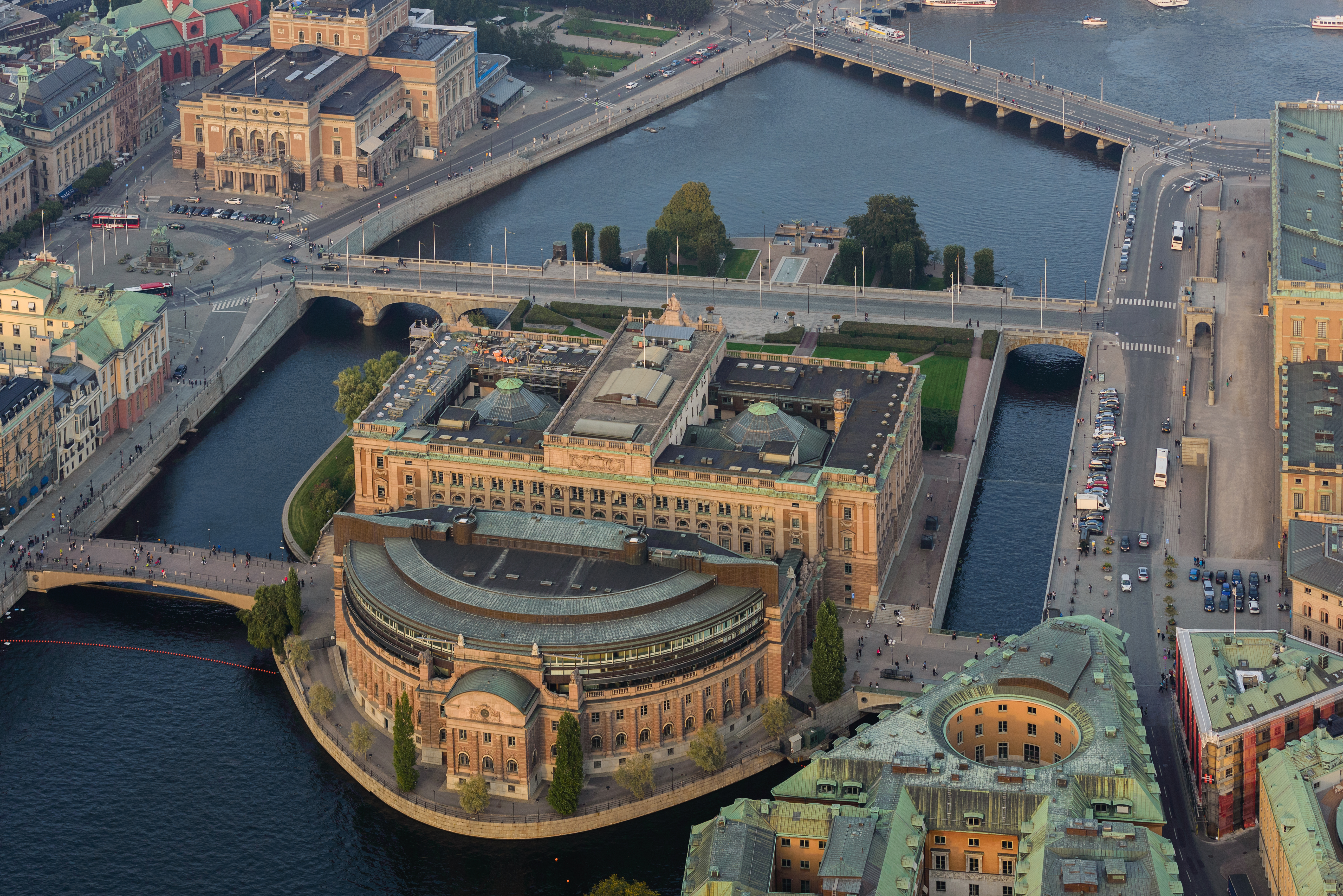
Helgeandsholmen el 2014

Helgeandsholmen és una petita illa del centre d'Estocolm, a Suècia. Forma part de Gamla Stan, la vella ciutat d'Estocolm, i se situa al nord de Stadsholmen, davant del palau reial. El Riksdag, el Parlament suec, és l'únic edifici de l'illa. El nom de Helgeandsholmen es deriva de «Den helige andes holme», que significa «l'illot del Sant Esperit».